# アセアン局 (タイ)
タイ王国外務省アセアン局(タイ語:กรมอาเซียน、英語：Department of ASEAN Affairs）は、タイ王国内閣外務省の内部部局の一つ。

## 概要
アセアン局は、東南アジア諸国連合（アセアン、 ASEAN）に関する業務を行い、域内外交関係の維持と深化を担当する。また同局はタイ王国アセアン担当事務局としてタイの域内協力、意思決定、目標設定をおこないつつ、域内で国際競争力と潜在能力の強化を行っている。 また、アセアン関連におけるタイの代表を務める。

## 下位組織
1. 総務課 （สำนักงานเลขานุการกรม）-局行政関連事務、予算、人事、方針決定。
2. アセアン第一課（กองอาเซียน 1）-アセアン内および域内二国間外交、協力の推進。アセアンと域外国際機関、域外諸国群との外交、協力の推進。
3. アセアン第二課（กองอาเซียน 2）-アセアン内および域内二国間外交、協力の推進。ほかの省庁との調整、協力の推進。
4. アセアン第三課（กองอาเซียน 3）-経済、金融、商業、行政、投資、工業、物流、情報、観光、農業、インフラの分野におけるアセアン域内、メコン川流域諸国の多国間協定、二国間政策、および省庁内の調整を担当。
5. アセアン第四課（กองอาเซียน 4）- 労働力、青年育成教育分野、公共福祉、AIDS、女性、防災、社会保障、社会発展、農村開発、貧困問題、科学技術、環境関連に関する業務を担当。

## 所在地
- バンコク　ラーチャテーウィー区 トゥンパヤータイ地区 シーアユタヤ通り443　シーアユタヤ・ビルディング （อาคารถนนศรีอยุธยา เลขที่ 443 ถนนศรีอยุธยา แขวงทุ่งพญาไท เขตราชเทวี　กรุงเทพมหานคร 10400）

## 関連事項
- 外務省